# Mexico e nuvole/Pensare che...
Mexico e nuvole/Pensare che... è un 45 giri di Enzo Jannacci, pubblicato nell'aprile 1970.
Entrambe le canzoni sono tratte dall'album La mia gente e arrangiate da Nando de Luca.

## Mexico e nuvole
Messico e nuvole è un brano di Vito Pallavicini, Michele Virano e Paolo Conte, inserito da Enzo Jannacci nell'album La mia gente con il titolo di Mexico e nuvole, per poi essere pubblicato nel singolo.

## Tracce
1. Mexico e nuvole
2. Pensare che...